# Clã Dunbar
O Clã Dunbar é um clã escocês da região das Terras Baixas, Escócia.
O atual chefe é Sir James Michael Dunbar, 14º Barão de Mochrum.